# Martin Terens
Martin Terens (* 5. Juni 1985 in Hamburg) ist ein deutscher Pianist des Modern und Creative Jazz.

## Leben und Wirken
Terens begann im Alter von acht Jahren Klavier zu spielen. Er erhielt klassischen Klavier-, Geigen-, Orgel-, Cembalo- und Kompositionsunterricht an der Jugendmusikschule Hamburg. Dabei nahm er mehrmals erfolgreich in verschiedenen Kategorien am Bundeswettbewerb "Jugend Musiziert" teil. Nebenbei spielte er autodidaktisch Kontrabass, E-Bass und Schlagzeug. Im Alter von 18 Jahren widmete er sich schließlich dem Jazz. Von 2005 bis 2012 studierte er Jazz- und Popularmusik an der Hochschule für Musik und Theater in Hamburg. Dabei erhielt Unterricht bei Wolf Kerschek, Buggy Braune, Lucas Lindholm, Jürgen Friedrich, Mischa Schumann und Tinatin Gambashidze. Von 2012 bis 2014 absolvierte Martin Terens mit Hilfe eines Stipendiums der Deutsch-Amerikanischen Fulbright-Kommission ein Masterstudium am City College in New York. Dort erhielt er u. a. Unterricht bei Kevin Hays, Marc Copland, Steve Wilson und Jochen Rückert und war am City College als Adjunct Lecturer tätig. Von 2015 bis 2016 war er weiterhin Stipendiat im Förderprogramm „Unseren Künsten“ der Claussen-Simon-Stiftung.
Terens konzertierte mit seinem Trio auf Einladung des Auswärtigen Amtes und des Goethe-Instituts in den USA, im Libanon und im Jemen. Er arbeitete mit den Musikern Jeremy Pelt, Sebastian Gille, Joel Frahm, Bill Ramsey, Dusko Goykovich, Georgie Fame und der Jazzrausch Bigband (Dancing Wittgenstein) zusammen. Ebenso war er festes Mitglied im Lisa Wulff Quartett. Zurzeit lebt er in Berlin und unterrichtet neben seinem künstlerischen Schaffen in den studienvorbereitenden Abteilungen der Musikschule Friedrichshain-Kreuzberg und der Musikschule Neukölln.
Das Spiel von Terens zeichnet sich durch harmonischen Reichtum und Subtilität aus.

## Preise und Auszeichnungen
Martin Terens gewann 2009 den 1. Preis bei der International Jazzhaus Piano Competition in Freiburg. 2010 und 2012 nahm er als Solist bei den Endrunden des Klavierwettbewerbes beim Montreux Jazz Festival teil. Weiterhin wurde er 2014 während seiner Zeit in New York mit dem Herb Alpert Young Jazz Composers Award der US-amerikanischen Verwertungsgesellschaft ASCAP ausgezeichnet.

## Diskographische Hinweise
- Ulita Knaus: Old Love and New (2022)
- Lisa Wulff Quartett: Wondrous Strange (2018)
- Lukas Gabric & Martin Terens: Ballad Book: Chapter I (2014)
- Trio Collage: Conclusion (2013, mit Dirk Achim Dhonau, Jakob Dreyer)
- Martin Terens Trio: Morn & Eve (2012)